# Давид Фре
Давид Фре (фр. David Fray; Тарб, 24. мај 1981) је француски пијаниста познат по својим интерпретацијама Баха, Шуберта и Шопена.

## Биографија

### Музичка биографија
Давид Фре је рођен у Тарбу у југозападној Француској надомак Пиринеја. Почео је да учи да свира клавир са четири године. Студирао је код Жака Рувијеа у Високом националном конзерваторијуму у Паризу. Сарађивао је са чувеним диригентима као што су Марин Алсоп, Семјон Бичков, Кристоф Ешенбах, Паво Јарви, Курт Мазур, Рикардо Мути. Репертоар Давида Фреа се углавном састоји од дела немачких и аустријских композитора - на првом месту Баха по коме је и најпознатији, затим Моцарта, Шуберта, Брамса. 

### Приватан живот
Давид Фре је од 2008. године ожењен италијанском глумицом Кјаром Мути, ћерком диригента Рикарда Мутија са којом има једну ћерку.

## Стил
Стил Давида Фреа се неретко пореди са стилом Глена Гулда мање због начина свирања а више због крајње индивидуалног приступа извођењу музике који код Фреа као и код Гулда не изоставља ни ситне ексцентричности попут певушења за време свирања. Ипак, по сопственом мишљењу, сличнији је Вилхелму Кемпфу. Његов стил би се могао описати као флуидан и лирски, али никад сентименталан. Фре сматра да је првенствени циљ музичара да открије комплексност коју су велики композитори већ уткали у дело, а која се састоји у проналажењу и истовременом изражавању супротних осећања музиком. Фре не жели само да свира туђу музику, већ да, како сам каже, наведе клавир да прича и пева због чега га неки критичари називају песником међу пијанистима. Године 2008. француски редитељ Бруно Монсежон снимио је документарни филм о Давиду Фреу Sing, Swing & Think који је најпре емитован на ТВ мрежи АРТЕ +7 да би касније био објављен и на DVD-ју.

## Награде и признања
Још као дете Фре је добијао награде за своја извођења. У Тарбу је од тамошњег Конзерваторијума 1995. добио златну медаљу за клавир, теорију музике и камерну музику. Исте године је добио награду за младе таленте Провансе. Фре је добио још многа признања међу којима су немачка награда Ехо Класик за инструменталисту године, награду за изванредне заслуге на Хамамацу такмичењу у Јапану, и Откриће године од ADAMI-ја. На Међународном музичком такмичењу у Монтреалу 2004. године добио је други Гран при и награду за најбољу интерпретацију једног канадског музичког дела.

## Дискографија
- [9]